# Östermark
Östermark (finska: Teuva) är en kommun i landskapet Södra Österbotten i före detta Västra Finlands län. Östermark har 4 952 invånare och en yta på 556,05 km².

## Historia
Den första bofasta befolkningen kom till Östermark på 1400-talet från Tavastland och Satakunta. Befolkningen var till början finskspråkig. Fram till 1800-talets slut användes bara namnet Östermark. Det utgår från att platsen ligger öster om Närpes kyrka och den medeltida storsocknen. Andra socknar och orter runt Närpes fick också namn i förhållande till kyrkbyn till exempel norrut Yttermark och Övermark. Stora delar av Sydösterbotten har  tillhört Närpes socken så också Östermark.
På 1600-talet röjdes och svedjades det mycket i Östermarks skogar. Nyodlingen var då intensiv. Fram till 1800-talets början levde östermarksborna av odlandet av säd, boskapsskötsel och tjärbränning. Jakten och fisket i ån var också viktiga. Djurhållningen ledde också till en ostproduktion som var känd i Finland från sekelskiftet 1800. Man hade påverkats av Henrik Gabriel Porthan idéer. Samtidigt ökade andra näringar t.ex. framställning av pottaska och salpeter. I slutet av det århundradet började man även tillverka träpipor.
Präster från Närpes kom redan under tidigt 1600-tal för att predika i Östermarks predikostuga, vars sista tillkomsttid är år 1638. På grund av den stora mängden finskspråkiga i Östermark önskade man få en finskspråkig präst. År 1694 blev Östermark Närpes finskspråkiga kapellförsamling. När församlingen fick en egen kyrkoherde hundra år senare 1794 avskildes också församlingen till en egen församling. 
Kommunen Östermark grundades år 1868. År 1795 hade Östermark 1 519 invånare och år 1865 4 798 dito. Nödåren i slutet av 1860-talet drabbade kommunen hårt och år 1870 räknade man endast med 3 878 själar.
Järnvägen mellan Kristinestad och Seinäjoki (Sydbottenbanan) genom Östermark togs i bruk år 1912. Stationer öppnades i kyrkbyn och Perälä (nära Mörtmark) i väster och en hållplats i Äystö i öster. År 1920 hade Östermarks befolkning ökat till nästan 9 000 personer.

## Politik

### Mandatfördelning i Östermarks kommun, valen 1976–2021
| 4 | 2 | 11 |  | 9 |

| 4 | 2 |  | 12 | 8 |

| 3 | 2 | 3 | 11 | 8 |

| 3 | 3 | 2 | 12 | 7 |

| 3 | 3 | 2 | 12 | 7 |

| 3 | 3 |  | 13 | 7 |

| 2 | 3 | 15 | 7 |

| 3 | 2 |  | 14 | 7 |

| 20 | 7 |

| 3 | 2 | 2 | 13 |  | 6 |

| 18 | 9 |

| 3 |  | 3 | 12 |  | 7 |

| 19 | 8 |

| 4 | 2 | 2 | 11 |  | 7 |

| 19 | 8 |

| 3 | 2 | 4 | 11 |  | 6 |

| 15 | 12 |

### Vänorter
Östermark har två vänorter:
- Cieszyn, Polen
- Orust, Sverige

## Befolkningsutveckling
| Befolkningsutvecklingen i Östermarks kommun 1975–2020                                                        | Befolkningsutvecklingen i Östermarks kommun 1975–2020 | Befolkningsutvecklingen i Östermarks kommun 1975–2020 | Befolkningsutvecklingen i Östermarks kommun 1975–2020 | Befolkningsutvecklingen i Östermarks kommun 1975–2020 |
| --- | ----------------------------------------------------- | ----------------------------------------------------- | ----------------------------------------------------- | ----------------------------------------------------- |
| |                                                       |                                                       |                                                       |                                                       |
| År |                                                       |                                                       | Folkmängd                                             |                                                       |
| 1975 | 1975                                                  |                                                       | 7 547                                                 |                                                       |
| 1980 | 1980                                                  |                                                       | 7 576                                                 |                                                       |
| 1985 | 1985                                                  |                                                       | 7 600                                                 |                                                       |
| 1990 | 1990                                                  |                                                       | 7 348                                                 |                                                       |
| 1995 | 1995                                                  |                                                       | 7 087                                                 |                                                       |
| 2000 | 2000                                                  |                                                       | 6 620                                                 |                                                       |
| 2005 | 2005                                                  |                                                       | 6 220                                                 |                                                       |
| 2010 | 2010                                                  |                                                       | 5 923                                                 |                                                       |
| 2015 | 2015                                                  |                                                       | 5 482                                                 |                                                       |
| 2020 | 2020                                                  |                                                       | 4 994                                                 |                                                       |
| Anm: Uppgifterna avser förhållandena den 31 december nämnda år enligt områdesindelningen den 1 januari 2022. |                                                       |                                                       |                                                       |                                                       |

## Kultur

### Kyrkan
Östermarks första träkyrka (långkyrka) stod färdig år 1701. Den revs år 1881 och dess stockar användes i byggandet av den första folkskolan i kommunen. Den andra kyrkan byggdes under åren 1861-1863 enligt ritningar av arkitekten och konduktören vid Intendentverket i Finland N. J. Österman, född i Östermark. Kyrkan renoverades många gånger och förstördes i en brand år 1950. Delar av ruinen har restaurerats till ett minnesmärke. Östermarks nuvarande rappade tegelkyrka (tornförsedd långkyrka) är från år 1953, ritad av Elsi Borg och har som raritet en altartavla vars motiv ”Tio jungfrur” är skapad samma år av Tove Jansson.

### Kända personer från Östermark
- Jorma Mattinen, professor och rektor för Åbo Akademi 2005-2014
- Jukka Rauhala, olympisk brottare
- Lauri Ingman, teolog, biskop, politiker och statsminister
- Lauri Tähkä, sångare
- Oiva Ketonen, filosof, författare och professor
- Simo Korpela, psalmdiktare och författare kom från Svarvar i Östermark. På hans hemgård står en minnessten.
- Pauli Nevala, spjutkastare
- Severi Savonen, professor